# Pulitzer-Preis 2025
Der Pulitzer-Preis 2025 war die 109. Verleihung des renommierten US-amerikanischen Literaturpreises. Die Preisträger wurden am 5. Mai 2025 vom Pulitzer Prize Board für Arbeiten des Jahres 2024 bekannt gegeben.

## Preisträger

### Bereich Journalismus(Journalism)
| Kategorie                                                  | Preisträger                                                                                             | Begründung |
| ---------------------------------------------------------- | --- | --- |
| Dienst an der Öffentlichkeit (Public Service)              | ProPublica                                                                                              | Preis verliehen für die eindringliche Berichterstattung von Kavitha Surana, Lizzie Presser, Cassandra Jaramillo und Stacy Kranitz über schwangere Frauen, die starben, weil Ärzte in US-amerikanischen Bundesstaaten mit strengen Abtreibungsgesetzen dringend benötigte Behandlungen aus Angst vor Verstößen gegen vage Ausnahmen zum Schutz des „Lebens der Mutter“ verzögert hatten. |
| Aktuelle Berichterstattung (Breaking News Reporting)       | Mitarbeiter von The Washington Post                                                                     | Preis verliehen für ihre eindringliche und aufschlussreiche Berichterstattung über den Attentatsversuch vom 13. Juli 2024 auf den damaligen Präsidentschaftskandidaten Donald Trump, einschließlich einer detaillierten Schilderung und scharfen Analyse, die traditionelle Polizeiberichterstattung mit audiovisueller Forensik verbindet.                                             |
| Investigativer Journalismus (Investigative Reporting)      | Mitarbeiter von Reuters                                                                                 | Preis verliehen für ihre mutige Enthüllung laxer Bestimmungen in den USA und im Ausland, die dafür sorgen, dass Fentanyl, eine der tödlichsten Drogen der Welt, in den Vereinigten Staaten billig und für viele Konsumenten verfügbar ist. |
| Hintergrundberichterstattung (Explanatory Reporting)       | Azam Ahmed und Matthieu Aikins (freiberufliche Autoren) sowie Christina Goldbaum von The New York Times | Preis verliehen für ihre fundierte Untersuchung darüber, wie die Vereinigten Staaten den Grundstein für ihr eigenes Versagen in Afghanistan legten, vor allem durch die Unterstützung mörderischer Milizen, die Zivilisten in die Hände der Taliban trieben. |
| Lokale Berichterstattung (Local Reporting)                 | Alissa Zhu, Nick Thieme und Jessica Gallagher von The Baltimore Banner und The New York Times           | Preis verliehen für ihre mitfühlende investigative Serie, die die atemberaubenden Ausmaße der Fentanylkrise in Baltimore und ihre unverhältnismäßigen Auswirkungen auf ältere Schwarze festhielt und ein ausgeklügeltes statistisches Modell erstellte, das The Baltimore Banner mit anderen Nachrichtenredaktionen teilte.                                                             |
| Berichterstattung im Inland (National Reporting)           | Mitarbeiter von The Wall Street Journal                                                                 | Preis verliehen für ihre Chronik der politischen und persönlichen Wandlungsprozesse des reichsten Menschen der Welt, Elon Musk, einschließlich seiner Hinwendung zu konservativer Politik, seines Konsums legaler und illegaler Drogen und seiner privaten Gespräche mit dem russischen Präsidenten Wladimir Putin.                                                                     |
| Auslandsberichterstattung (International Reporting)        | Declan Walsh und die Mitarbeiter von The New York Times                                                 | Preis verliehen für ihre aufschlussreiche Untersuchung des Konflikts im Sudan, einschließlich der Berichterstattung über ausländische Einflussnahme und den lukrativen Goldhandel, der diesen Konflikt anheizt, sowie erschreckende forensische Berichte über die sudanesischen Streitkräfte, die für Gräueltaten und Hungersnöte verantwortlich sind.                                  |
| Feature Writing (Feature Writing)                          | Mark Warren (freiberuflicher Mitarbeiter), Esquire                                                      | Preis verliehen für sein einfühlsames Porträt eines Baptistenpastors und Bürgermeisters einer Kleinstadt, der Selbstmord beging, nachdem sein geheimes digitales Leben von einer rechtsgerichteten Nachrichtenseite aufgedeckt wurde. |
| Kommentar (Commentary)                                     | Mosab Abu Toha (freiberuflicher Mitarbeiter), The New Yorker                                            | Preis verliehen für seine Essays über das physische und psychische Blutbad im Gazastreifen, die tiefgründige Berichterstattung mit der Intimität von Memoiren verbinden, um die palästinensische Erfahrung von mehr als anderthalb Jahren Krieg mit Israel zu vermitteln. |
| Kritik (Criticism)                                         | Alexandra Lange (freiberufliche Mitarbeiterin), Bloomberg CityLab                                       | Preis verliehen für ihre eleganten und genreübergreifende Artikel über öffentliche Räume für Familien, in denen Interviews, Beobachtungen und Analysen geschickt eingesetzt werden, um die architektonischen Komponenten zu berücksichtigen, die Kindern und Gemeinschaften ein Gedeihen ermöglichen.                                                                                   |
| Leitartikel (Editorial Writing)                            | Raj Mankad, Sharon Steinmann, Lisa Falkenberg und Leah Binkovitz vom Houston Chronicle                  | Preis verliehen für ihre überzeugende Serie über gefährliche Bahnübergänge, die konsequent auf die gefährdeten Menschen und Gemeinden fokussierte, während die Zeitung dringende Maßnahmen zur Behebung forderte. |
| Karikatur (Illustrated Reporting and Commentary)           | Ann Telnaes von The Washington Post                                                                     | Preis verliehen für ihre scharfsinnigen Kommentare über mächtige Menschen und Institutionen, erstellt mit Geschick, Kreativität und einer Furchtlosigkeit, die nach siebzehn Jahren zu ihrem Ausscheiden aus dem Unternehmen führte. |
| Aktuelle Fotoberichterstattung (Breaking News Photography) | Doug Mills von The New York Times                                                                       | Preis verliehen für seine Fotoserie vom versuchten Attentat auf den damaligen Präsidentschaftskandidaten Donald Trump, darunter ein Bild, auf dem eine Kugel zu sehen ist, die durch die Luft zischt, während er spricht. |
| Feature-Fotoberichterstattung (Feature Photography)        | Moises Saman (freiberuflicher Mitarbeiter), The New Yorker                                              | Preis verliehen für seine eindringlichen Schwarz-Weiß-Bilder des Saidnaya-Gefängnisses in Syrien, die das traumatische Erbe von Baschar al-Assads Folterkammern einfangen und den Betrachter mit dem blanken Grauen der Gefangenen konfrontieren und über die Narben für die Gesellschaft nachdenken lassen. (Eingebracht von der Jury der Preiskategorie Breaking News Photography)    |
| Audio-Berichterstattung (Audio-Reporting)                  | Mitarbeiter von The New Yorker                                                                          | Preis verliehen für ihren Podcast In the Dark, eine Kombination aus fesselndem Storytelling und unerbittlicher Berichterstattung trotz aller Hindernisse durch das US-Militär, eine vierjährige Untersuchung eines der Aufsehen erregendsten Verbrechen des Irak-Krieges – der Ermordung von 25 unbewaffneten irakischen Zivilisten in Haditha.                                         |

### Bereich Literatur, Theater und Musik(Books, Drama & Music)
| Kategorie                                              | Preisträger |
| ------------------------------------------------------ | --- |
| Belletristik (Fiction)                                 | James von Percival Everett (Doubleday) |
| Theater (Drama)                                        | Purpose von Branden Jacobs-Jenkins |
| Geschichte (History)                                   | Combee: Harriet Tubman, the Combahee River Raid, and Black Freedom During the Civil War von Edda L. Fields-Black (Oxford University Press) |
| Geschichte (History)                                   | Native Nations: A Millennium in North America von Kathleen DuVal (Random House)                                                            |
| Biographie (Biography)                                 | Every Living Thing: The Great and Deadly Race to Know All Life von Jason Roberts (Random House)                                            |
| Memoiren oder Autobiographie (Memoir or Autobiography) | Feeding Ghosts: A Graphic Memoir von Tessa Hulls (MCD)                                                                                     |
| Dichtung (Poetry)                                      | New and Selected Poems von Marie Howe (W. W. Norton & Company)                                                                             |
| Sachbuch (General Nonfiction)                          | To the Success of Our Hopeless Cause: The Many Lives of the Soviet Dissident Movement von Benjamin Nathans (Princeton University Press)    |
| Musik (Music)                                          | Sky Islands von Susie Ibarra |